# Іван Чубелич
Іван Чубелич (хорв. Ivan Ćubelić, нар. 2 червня 2003, Спліт) — хорватський футболіст, півзахисник клубу «Славен Белупо».

## Клубна кар'єра
Народився 2 червня 2003 року в місті Спліт. Вихованець юнацьких команд футбольних клубів «Солін», «Адріатик» (Спліт) та «Хайдук» (Спліт). У дорослому футболі дебютував 2020 року виступами за резервну команду «Хайдука», в якій провів один сезон, взявши участь у 22 матчах Другої ліги. Наступного року дебютував за першу команду, але закріпитись не зумів, тому виступав на правах оренди за клуби «Дугопольє», «Вараждин» та «Солін».
13 липня 2024 року Чубелич приєднався до складу клубу «Славен Белупо». Станом на 11 червня 2025 року відіграв за команду з Копривниці 27 матчів в національному чемпіонаті.

## Виступи за збірні
2017 року дебютував у складі юнацької збірної Хорватії (U-14), загалом на юнацькому рівні взяв участь у 35 іграх, відзначившись 2 забитими голами.

## Статистика виступів

### Статистика клубних виступів
Станом на 15 грудня 2024
| Сезон                      | Команда                    | Чемпіонат                  | Чемпіонат | Чемпіонат | Національний кубок | Національний кубок | Національний кубок | Континентальні кубки | Континентальні кубки | Континентальні кубки | Інші змагання | Інші змагання | Інші змагання | Усього | Усього | Усього |
| Сезон                      | Команда                    | Ліга                       | Ігор      | Голів     | Ліга               | Ігор               | Голів              | Ліга                 | Ігор                 | Голів                | Ліга          | Ігор          | Голів         | Ігор   | Голів  |        |
| -------------------------- | -------------------------- | -------------------------- | --------- | --------- | ------------------ | ------------------ | ------------------ | -------------------- | -------------------- | -------------------- | ------------- | ------------- | ------------- | ------ | ------ | ------ |
| 2020–21                    | «Хайдук-2» (Спліт)         | 2Л (ІІ)                    | 22        | 1         | -                  | -                  | -                  | -                    | -                    | -                    | -             | -             | -             | 22     | 1      |        |
| 2021–22                    | «Хайдук» (Спліт)           | 1Л                         | 1         | 0         | КХ                 | 0                  | 0                  | ЛК                   | 0                    | 0                    | -             | -             | -             | 1      | 0      |        |
| 2021–22                    | «Дугопольє»                | 2Л (ІІ)                    | 21        | 4         | КХ                 | 0                  | 0                  | -                    | -                    | -                    | -             | -             | -             | 21     | 4      |        |
| лип.-серп. 2022            | «Хайдук» (Спліт)           | 1Л                         | 3         | 0         | КХ                 | 0                  | 0                  | ЛК                   | 0                    | 0                    | СХ            | 0             | 0             | 3      | 0      |        |
| 2022-січ. 2023             | «Вараждин»                 | 1Л                         | 3         | 0         | КХ                 | 1                  | 0                  | -                    | -                    | -                    | -             | -             | -             | 4      | 0      |        |
| січ.-лип. 2023             | «Хайдук» (Спліт)           | 1Л                         | 8         | 1         | КХ                 | 0                  | 0                  | -                    | -                    | -                    | СХ            | 0             | 0             | 8      | 1      |        |
| Усього за «Хайдук» (Спліт) | Усього за «Хайдук» (Спліт) | Усього за «Хайдук» (Спліт) | 12        | 1         |                    | 0                  | 0                  |                      | 0                    | 0                    |               | -             | -             | 12     | 1      |        |
| 2023–24                    | «Солін»                    | 2Л (ІІ)                    | 12        | 2         | КХ                 | 0                  | 0                  | -                    | -                    | -                    | -             | -             | -             | 12     | 2      |        |
| 2024–25                    | «Славен Белупо»            | 1Л                         | 11        | 0         | КХ                 | 2                  | 0                  | -                    | -                    | -                    | -             | -             | -             | 13     | 0      |        |
| Усього за кар'єру          | Усього за кар'єру          | Усього за кар'єру          | 81        | 8         |                    | 3                  | 0                  |                      | 0                    | 0                    |               | 0             | 0             | 84     | 8      |        |

## Титули і досягнення
- Володар Кубка Хорватії (1):

«Хайдук» (Спліт): 2022/23